# ATP Challenger Tampere
Das ATP Challenger Tampere (offizieller Name: Tampere Open) ist ein seit 1982 jährlich stattfindendes Tennisturnier in Tampere. Es ist Teil der ATP Challenger Tour und wird im Freien auf Sandplatz ausgetragen. Mit drei Siegen in der Einzelkonkurrenz ist der Franzose Éric Prodon der bislang erfolgreichste Spieler des Turniers. Insgesamt stand er bereits fünfmal im Finale. Mit Jarkko Nieminen konnte ein einheimischer Spieler das Turnier ebenfalls dreimal gewinnen. Er siegte zweimal in der Einzelkonkurrenz und einmal an der Seite seines Landsmannes Ville Liukko in der Doppelkonkurrenz.

## Liste der Sieger

### Einzel
| Jahr | Sieger              | Finalgegner               | Ergebnis        |
| ---- | ------------------- | ------------------------- | --------------- |
| 2025 | Nicolai Budkov Kjær | Sascha Gueymard Wayenburg | 7:65, 6:72, 6:2 |
| 2024 | Daniel Rincón       | Calvin Hemery             | 6:1, 7:64       |
| 2023 | Sumit Nagal         | Dalibor Svrčina           | 6:4, 7:5        |
| 2022 | Zsombor Piros       | Harold Mayot              | 6:2, 1:6, 6:4   |
| 2021 | Jiří Lehečka        | Nicolás Kicker            | 5:7, 6:4, 6:3   |
| 2020 | abgesagt            | abgesagt                  | abgesagt        |
| 2019 | Mikael Ymer         | Tallon Griekspoor         | 6:3, 5:7, 6:3   |
| 2018 | Tallon Griekspoor   | Juan Ignacio Londero      | 6:3, 2:6, 6:3   |
| 2017 | Calvin Hemery       | Pedro Sousa               | 6:3, 6:4        |
| 2016 | Kimmer Coppejans    | Aslan Karazew             | 6:4, 3:6, 7:5   |
| 2015 | Tristan Lamasine    | André Ghem                | 6:3, 6:2        |
| 2014 | David Goffin        | Jarkko Nieminen           | 7:63, 6:3       |
| 2013 | Jesse Huta Galung   | Maxime Teixeira           | 6:4, 6:3        |
| 2012 | João Sousa          | Éric Prodon               | 7:65, 6:4       |
| 2011 | Éric Prodon (3)     | Augustin Gensse           | 6:1, 3:6, 6:2   |
| 2010 | Éric Prodon (2)     | Leonardo Tavares          | 6:4, 6:4        |
| 2009 | Thiemo de Bakker    | Peter Luczak              | 6:4, 7:67       |
| 2008 | Mathieu Montcourt   | Flavio Cipolla            | 6:2, 6:2        |
| 2007 | Éric Prodon (1)     | Peter Luczak              | 6:74, 6:4, 6:4  |
| 2006 | Florian Mayer       | Ernests Gulbis            | 7:64, 2:6, 6:3  |
| 2005 | Boris Pašanski (2)  | Roko Karanušić            | 7:65, 4:6, 7:5  |
| 2004 | Boris Pašanski (1)  | Éric Prodon               | 6:2, 3:6, 6:2   |
| 2003 | Robin Söderling     | Igor Andrejew             | 6:4, 6:1        |
| 2002 | Jarkko Nieminen (2) | Richard Gasquet           | 7:5, 7:62       |
| 2001 | Jarkko Nieminen (1) | Mattias Hellström         | 6:1, 6:0        |
| 2000 | Johan van Herck     | Olivier Mutis             | 6:3, 6:2        |
| 1999 | Radomír Vašek       | Martin Spottl             | 7:5, 2:6, 6:0   |
| 1998 | Tomáš Zíb           | Tommi Lenho               | 4:6, 6:2, 7:6   |
| 1997 | Attila Sávolt (2)   | Todd Larkham              | 7:5, 6:0        |
| 1996 | Attila Sávolt (1)   | Jacobo Díaz               | 7:6, 1:6, 6:4   |
| 1995 | Galo Blanco         | Christian Bergström       | 6:3, 6:1        |
| 1994 | Brent Larkham       | Alejo Mancisidor          | 7:6, 1:6, 6:3   |
| 1993 | Christian Ruud      | Xavier Daufresne          | 6:4, 6:3        |
| 1992 | Kenneth Carlsen     | Bart Wuyts                | 4:6, 7:6, 7:6   |
| 1991 | Claudio Pistolesi   | Veli Paloheimo            | 7:6, 6:4        |
| 1990 | Renzo Furlan        | Fernando Luna             | 6:3, 6:3        |
| 1989 | Lars Jonsson        | Andres Võsand             | 7:5, 7:5        |
| 1988 | Andres Võsand       | Christer Allgårdh         | 6:1, 6:1        |
| 1987 | Magnus Gustafsson   | Conny Falk                | 6:2, 6:4        |
| 1986 | Christian Bergström | Massimo Cierro            | 4:6, 7:5, 6:4   |
| 1985 | Jonas Svensson      | Massimo Cierro            | 7:5, 7:5        |
| 1984 | Luca Bottazzi       | Peter Svensson            | 6:2, 6:3        |
| 1983 | Marko Ostoja        | Scott Lipton              | 6:4, 6:2        |
| 1982 | Peter Bastiansen    | Steve Krulevitz           | 3:6, 7:5, 6:2   |

### Doppel
| Jahr | Sieger                                     | Finalgegner                              | Ergebnis            |
| ---- | ------------------------------------------ | ---------------------------------------- | ------------------- |
| 2025 | Christoph Negritu Wladyslaw Orlow          | Mats Hermans Mick Veldheer               | 7:5, 6:1            |
| 2024 | Íñigo Cervantes Daniel Rincón              | Thomas Fancutt Johannes Ingildsen        | 6:3, 6:4            |
| 2023 | Szymon Kielan Piotr Matuszewski            | Wladyslaw Orlow Adam Taylor              | 6:4, 7:67           |
| 2022 | Alexander Erler Lucas Miedler              | Karol Drzewiecki Patrik Niklas-Salminen  | 7:63, 6:1           |
| 2021 | Pedro Cachín Facundo Mena                  | Orlando Luz Felipe Meligeni Alves        | 7:5, 6:3            |
| 2020 | abgesagt                                   | abgesagt                                 | abgesagt            |
| 2019 | Sander Arends David Pel                    | Iwan Nedelko Alexander Schurbin          | 6:0, 6:2            |
| 2018 | Markus Eriksson André Göransson            | Iwan Gachow Alexander Pawljutschenkow    | 6:3, 3:6, [10:7]    |
| 2017 | Sander Gillé Joran Vliegen                 | Lucas Gómez Juan Ignacio Londero         | 6:2, 6:75, [10:3]   |
| 2016 | David Pérez Sanz Max Schnur                | Steven De Waard Andreas Mies             | 6:4, 6:4            |
| 2015 | André Ghem Tristan Lamasine                | Harri Heliövaara Patrik Niklas-Salminen  | 7:65, 7:64          |
| 2014 | Ruben Gonzales Sean Thornley               | Elias Ymer Anton Saizew                  | 6:75, 7:610, [10:8] |
| 2013 | Henri Kontinen Goran Tošić                 | Ruben Gonzales Chris Letcher             | 6:4, 6:4            |
| 2012 | Michael Linzer Gerald Melzer               | Niels Desein André Ghem                  | 6:1, 7:63           |
| 2011 | Jonathan Dasnières de Veigy David Guez     | Pierre-Hugues Herbert Nicolas Renavand   | 5:7, 6:4, [10:5]    |
| 2010 | João Sousa Leonardo Tavares                | Andis Juška Deniss Pavlovs               | 7:63, 7:5           |
| 2009 | Peter Luczak Juri Schtschukin              | Simone Vagnozzi Uros Vico                | 6:1, 6:76, [10:4]   |
| 2008 | Ervin Eleskovic Michael Ryderstedt         | Harri Heliövaara Henri Kontinen          | 6:3, 6:4            |
| 2007 | Johan Brunström Mohammad Ghareeb           | Jukka Kohtamäki Mika Purho               | 6:2, 7:65           |
| 2006 | Thierry Ascione Édouard Roger-Vasselin (2) | Lauri Kiiski Tero Vilen                  | 5:7, 6:2, [12:10]   |
| 2005 | Marc Gicquel Édouard Roger-Vasselin (1)    | Adam Chadaj Filip Urban                  | 6:4, 4:6, 6:1       |
| 2004 | Andrés Dellatorre Diego Moyano             | Lassi Ketola Tuomas Ketola               | 6:4, 3:6, 6:4       |
| 2003 | Igor Andrejew Dmitri Wlassow               | Ignacio Hirigoyen Nicolás Todero         | 7:64, 6:1           |
| 2002 | Doug Bohaboy Nick Rainey                   | Tuomas Ketola Jarkko Nieminen            | 6:4, 6:2            |
| 2001 | Stephen Huss Lee Pearson                   | Tuomas Ketola Jarkko Nieminen            | 7:5, 6:75, 6:4      |
| 2000 | Ville Liukko Jarkko Nieminen               | Steven Randjelovic Dušan Vemić           | 6:0, 4:6, 6:3       |
| 1999 | Petr Dezort Radomír Vašek                  | Jarkko Nieminen Timo Nieminen            | 6:1, 6:1            |
| 1998 | Tobias Hildebrand Fredrik Loven            | Julian Knowle Christophe Rochus          | 7:6, 1:6, 6:0       |
| 1997 | Cyril Buscaglione Régis Lavergne           | Tuomas Ketola Borut Urh                  | 6:4, 6:3            |
| 1996 | Donald Johnson Francisco Montana           | Ola Kristiansson Mårten Renström         | 7:5, 7:6            |
| 1995 | Thomas Johansson Mårten Renström           | Emanuel Couto Bernardo Mota              | 6:3, 6:3            |
| 1994 | Branislav Gálik Mario Visconti             | Johan Donar Ola Kristiansson             | 6:4, 3:6, 7:5       |
| 1993 | David Engel (2) Nicklas Utgren             | Saša Hiršzon Christian Ruud              | 6:4, 7:5            |
| 1992 | Jonas Björkman Johan Donar                 | Jan Gunnarsson Michael Mortensen         | 6:4, 6:4            |
| 1991 | Tomás Carbonell Marcos Aurelio Górriz      | David Adams Andrei Olchowski             | 6:4, 6:2            |
| 1990 | Mark Koevermans (2) Jan Siemerink          | Massimo Cierro Tobias Svantesson         | 6:1, 6:2            |
| 1989 | Peter Svensson Lars-Anders Wahlgren        | Christer Allgårdh Tobias Svantesson      | 7:5, 6:7, 6:3       |
| 1988 | Igor Flego Mark Koevermans (1)             | Mika Hedman Veli Paloheimo               | 6:4, 6:1            |
| 1987 | David Engel (1) Desmond Tyson              | Christer Allgårdh George Kalovelonis     | 6:3, 3:6, 6:3       |
| 1986 | Ģirts Dzelde Sergei Leonjuk                | Alessandro De Minicis George Kalovelonis | kampflos            |
| 1985 | Dácio Campos Alessandro De Minicis         | Carlos Kirmayr Luiz Mattar               | 6:4, 1:6, 6:3       |
| 1984 | David Mustard Jonathan Smith               | Ronnie Båthman Luca Bottazzi             | 6:3, 6:4            |
| 1983 | Peter Bastiansen Michael Mortensen         | Mike Barr Marko Ostoja                   | 6:4, 6:1            |
| 1982 | Magnus Tideman Jörgen Windahl              | Stanislav Birner Francisco González      | 6:4, 7:6            |